# Vincenzo Madonia (militare)
Vincenzo Madonia (Terrasini Favarotta, 6 marzo 1891 – Monte Sei Busi, 24 luglio 1915) è stato un militare italiano, decorato di medaglia d'oro al valor militare alla memoria nel corso della prima guerra mondiale.

## Biografia
Nacque a Terrasini Favarotta di Palermo il 6 marzo 1891,  figlio di Cristoforo e Giovanna Catalano. Venne arruolato nel Regio Esercito il 31 dicembre 1911 presso il plotone allievi ufficiali dell'86º Reggimento fanteria, nel marzo 1913 fu nominato sottotenente in forza al 75º Reggimento fanteria della Brigata Napoli. Congedatosi nel 1914 riprese gli studi di ragioneria presso l'Istituto tecnico di Palermo, completandoli e occupandosi anche della direzione e della sorveglianza dell'azienda agricola del padre. Fervente interventista, accolse entusiasticamente il richiamo alle armi per lo scoppio della guerra con l'Impero austro-ungarico, assegnato in servizio al 16º Reggimento fanteria della Brigata Savona raggiungendo la zona di operazioni sulla riva destra dell'Isonzo il 12 giugno 1915. Assegnato alla 7ª Compagnia si distinse durante la prima battaglia dell'Isonzo. Durante l'attacco a Monte Sei Busi, vicino a Polazzo, del 2 luglio fu decorato con una medaglia di bronzo al valor militare. Nel corso della seconda battaglia dell'Isonzo sempre contro le posizioni austriache di Monte Sei Busi per il coraggio dimostrato permise al reggimento di conquistare alcune trincee. L'attacco inizio il giorno 21 e si concluse il 25, quando grazie ad alcuni varchi aperti nei reticolati dalla 7ª Compagnia i reparti del reggimento irruppero nelle trincee avversarie e conquistarono quota 109 di Monte Sei Busi. Assunto il comando interinale della compagnia, nella notte tra il 22 e il 23 luglio fece costruire una trincea parallela alle difese nemiche, e diresse personalmente il lavoro di taglio dei reticolati. Completata l'opera la notte successiva, il 24, condusse i suoi uomini all'attacco. Ferito due volte, cadde colpito a morte appena conquistata la trincea. Con motu proprio del re Vittorio Emanuele III del 27 ottobre 1915 gli fu concessa la medaglia d'oro al valor militare alla memoria.

### Fonti
1. 1 2 3 4 5 6 7 8  Combattenti Liberazione.
2. ↑  Carolei, Greganti, Modica 1968, p. 130.
3. 1 2 3 4 5  Coltrinari, Ramaccia 2018, p. 80.
4. ↑   Bollettino ufficiale delle nomine, promozioni e destinazioni negli ufficiali e sottufficiali del R. esercito italiano e nel personale dell'amministrazione militare, 1915,  p. 2593. URL consultato il 22 agosto 2021.
5. ↑   MADONIA Vincenzo, Medaglia d'oro al valor militare, su Sito della Presidenza della Repubblica.